# Siloam Springs (Arkansas)
Siloam Springs es una ciudad ubicada en el condado de Benton en el estado estadounidense de Arkansas. En el Censo de 2010 tenía una población de 15039 habitantes y una densidad poblacional de 521 personas por km². La ciudad alberga a la John Brown University, una universidad liberal de artes.

## Geografía
Siloam Springs se encuentra ubicada en las coordenadas 36°11′1″N 94°31′56″O / 36.18361, -94.53222. Según la Oficina del Censo de los Estados Unidos, Siloam Springs tiene una superficie total de 28.87 km², de la cual 28.66 km² corresponden a tierra firme y (0.71%) 0.2 km² es agua.
El área se localiza donde la planicies sureñas se encuentran con las Montañas Ozarks. La ciudad se asienta en una meseta. Numerosos cornos crecen en el área. Culturalmente el área está compuesta de culturas sureñas y del Medio Oeste. Los primeros habitantes del área fueron indios osage. Los primeros colonizadores tenían orígenes alemanes e irlando-escoceses. Simon Sager es considerado el fundador del primer asentamiento en el área, conocido como Hico. Un pequeño arroyo que fluye por la ciudad, fue nombrado Sager Creek en honor al fundador.

## Demografía
Según el censo de 2010, había 15039 personas residiendo en Siloam Springs. La densidad de población era de 521 hab./km². De los 15039 habitantes, Siloam Springs estaba compuesto por el 74.16% blancos, el 0.79% eran afroamericanos, el 4.62% eran amerindios, el 1.56% eran asiáticos, el 0.05% eran isleños del Pacífico, el 13.81% eran de otras razas y el 5.01% pertenecían a dos o más razas. Del total de la población el 20.8% eran hispanos o latinos de cualquier raza.

## Gobierno
Siloam Springs tiene un concejo municipal como forma de gobierno. El Alcalde, la Junta Directiva y el Juez de Distrito son elegidos popularmente. Los demás oficiales y comisionados son designados con aprobación de la Junta.

## Eventos turísticos
| Evento                             | Época del año             | Personas (aprox.) |
| ---------------------------------- | ------------------------- | ----------------- |
| Festival del Corno                 | Primavera                 | 30.000            |
| Rodeo de Siloam Springs            | Junio                     | 10.000            |
| Desfile de Navidad                 | Diciembre (primer sábado) | 6.500             |
| Presentación de fuego artificiales | 4 de julio                | 6.000             |